# Sony Mavica
Mavica (Magnetic Video Camera) war Sonys Bezeichnung für eine Fotokameraserie, die Bilder erstmals auf einem austauschbaren Datenträgern anstelle eines Kleinbildfilms festhielt.

## Übersicht
Entgegen der weitverbreiteten Meinung, die Mavica sei die erste Digitalkamera, arbeitete die Fotokamera nicht mit digitaler Fototechnik. Vielmehr generierte der CCD-Sensor ein analoges Videostandbild, das auf einer Diskette aufgezeichnet wurde. Es handelte sich demnach um die erste Kamera mit elektronischer Aufzeichnung. Tatsächlich handelte es sich bei der ursprünglichen Mavica ebenso wie bei der ProMavica MVC-5000 und MVC-7000 sogar um Spiegelreflexkameras mit Wechselobjektiven. Für die ProMavica-Serie gab es Adapter zum Anschluss von Nikon- und Canon-Objektiven. Zumindest die ProMavica MVC-7000 unterstützte auch Bajonettadapter für Nikon- und Canon-Objektive.

## Entwicklung

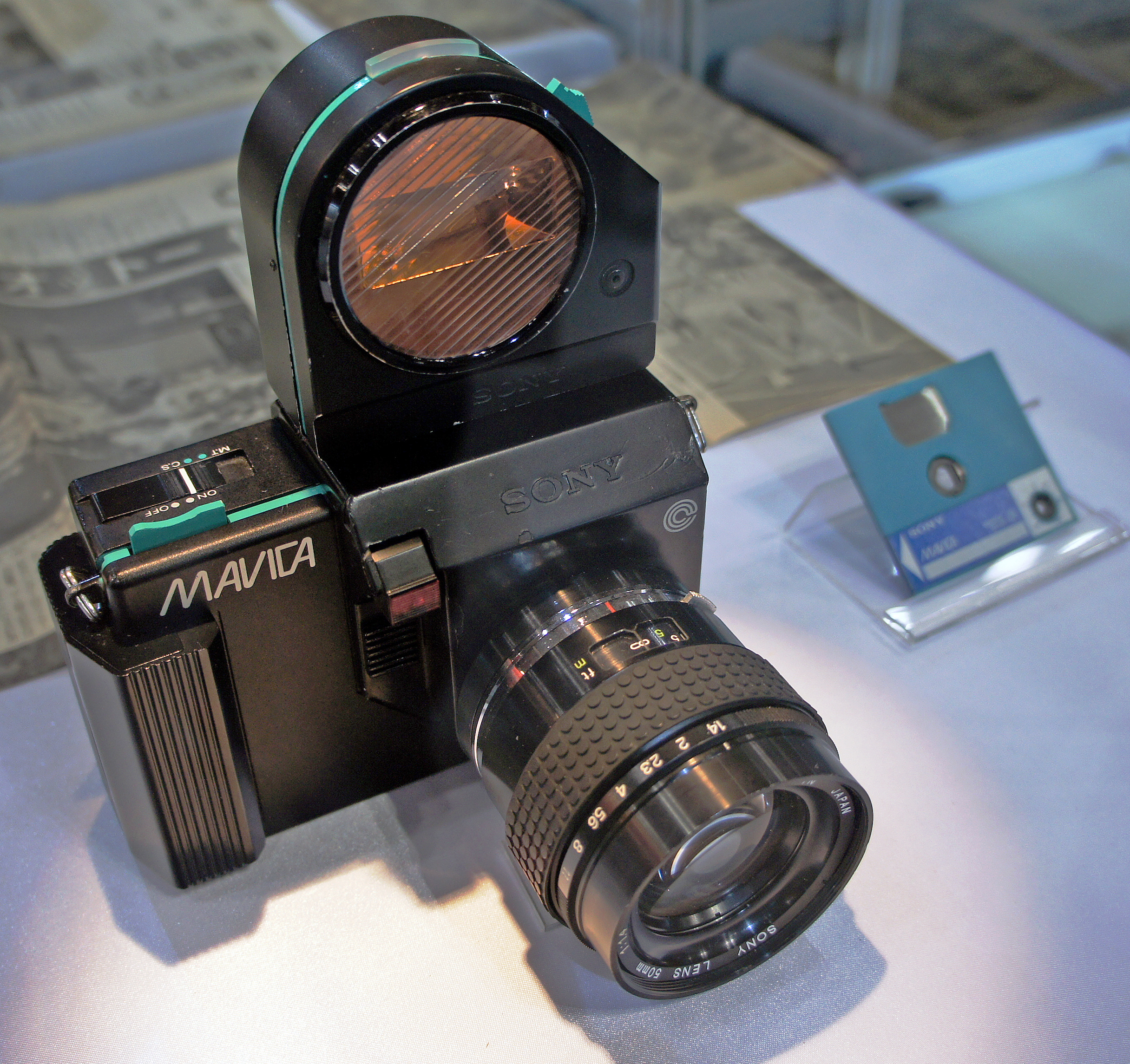
Prototyp der analogen Mavica aus dem Jahr 1981

### Erste Serie mit analoger Aufzeichnung (1987–1992)
Das erste Modell wurde 1981 für 1983 angekündigt, jedoch nie vermarktet. Es dauerte noch bis 1987, bevor Sony die erste Still-Video-Kamera (MVC-A7AF) auf den Markt brachte. Sie war bei Einführung in den USA für 650 US-Dollar erhältlich, was umgerechnet in die heutige Kaufkraft einem Preis von ca. 1.790 US-Dollar entspricht. Die Markteinführung in Japan verschob Sony auf 1988.
Die 2 Zoll großen, sogenannten Video Floppies („VF“) mit dem Namen „Mavipak“ hatten eine Kapazität von 50 Videostandbildern pro Diskette. Die Bilder konnten zur Ansicht auf einem Fernsehgerät wiedergegeben werden, was jedoch einen Adapter erforderte, der zusätzlich 230 US-Dollar kostete. Um die Bilder an einem PC bearbeiten zu können, mussten diese erst einer Digitalisierung unterzogen werden. Die gleichen Disketten wurden auch von einigen anderen Kameraherstellern wie Minolta oder Canon verwendet. Das VF-Format entwickelte sich rasch zum rückwärtskompatiblen Hi-VF-Format weiter, das von der ProMavica MVC-7000 und den Hi-Band-Mavica-Modellen unterstützt wurde.

### Zweite Serie mit digitaler Aufzeichnung (1998–2005)

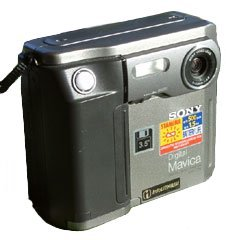
Sony Digital Mavica MVC-FD5, das erste digitale Modell, 1997

#### Kameras mit 3,5-Zoll-Diskette
Mit der MVC-FD5 wurde 1998 die erste Kamera verkauft, die die Bilder auf einer Standard-3,5-Zoll-Diskette (1,44 MB) mit einem für Computer lesbaren DOS-FAT12-Format speicherte. Die Modelle hießen bis 2001 „Digital Mavica“, später „FD Mavica“. Dieses Feature machte die Mavica besonders im nordamerikanischen Markt sehr beliebt. Mit immer höher realisierbaren Auflösungen in der Digitalkameratechnik und verfügbar werdenden Speicherkarten für den Konsumermarkt wurden auch von Sony Alternativen für die zu speichernden Bilder gefunden. Mittels eines Adapters (MSAC-FD2M) für einen Memory Stick anstelle der Diskette und später durch einen eingebauten Memory-Stick-Steckplatz wurde die Mavica in die Lage versetzt, Bilder auch auf Memory Sticks speichern zu können.
1999 brachte Panasonic mit der PV-SD4090 eine der Sony Mavica ähnliche Digitalkamera heraus. Sie nutzte aber ein SuperDisk-Laufwerk, welches neben den 1,44-MB-Disketten auch 120-MB-Disketten unterstützte und so bis zu 10-mal so viele Bilder auf einer Diskette speichern konnte.

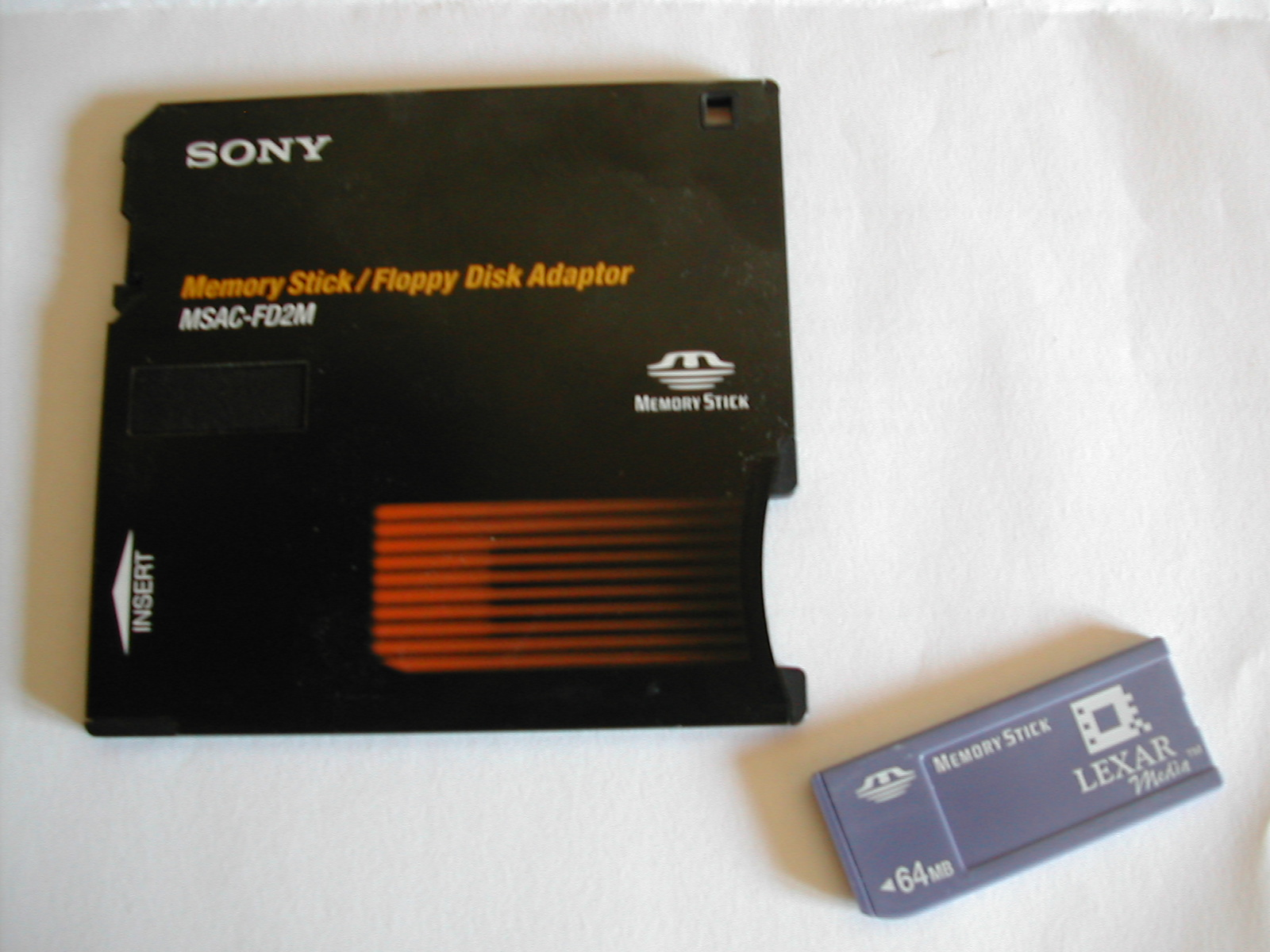
Adapter Sony MSAC-FD2M für die Nutzung von Memory Sticks

#### Kameras mit CD-R und CD-RW
2000 wurde mit der MVC-CD1000 die erste Kamera mit Aufzeichnung auf CD und 10-fach optischem Zoomobjektiv vorgestellt. Die Kamera verwendete CD-R mit 8 cm Durchmesser („Mini-CD“). Es war jedoch möglich, die Bilder mittels der vorhandenen USB-Schnittstelle auch von einem noch nicht abgeschlossenen (Lead-Out) CD-R-Rohling auslesen zu können. Die Nachfolgemodelle – „CD Mavica“ genannt – waren kompakter, wodurch jedoch der Zoomfaktor reduziert wurde. Dafür waren sie in der Lage, auch CD-RW-Rohlinge zu beschreiben. Die Mavica MVC-CD400 war die erste Kamera, die bei schwachen Lichtverhältnissen einen Laser für die Fokussierung benutzte.

## Ende der Entwicklung (2005)
Sony ersetzte die Mavica-Serie ab 2005 durch professionelle Spiegelreflexkameras mit Wechselobjektiven des Alpha-Systems. Das untere Ende wurde durch die bereits seit 1996 angebotene Cyber-shot-Serie abgedeckt, die von Anfang an den Memory Stick als Speichermedium nutzte.

## Andere Geräte

### Aufzeichnung von Videoquellen
Mit den beiden MaviCap-Modellen MVC-FDR1 und MVC-FDR3 produzierte Sony einen digitalen Bildspeicher, welcher Einzelbilder von FBAS- oder S-Video-Quellen auf 3,5-Zoll-Disketten speicherte. Das FDR3 verfügte über ein LCD, um die gespeicherten Bilder zu betrachten. Beide Geräte gab es in Versionen für PAL und NSC.

### Drucker
Mit dem Drucker FVP-1 Mavica können die auf Diskette gespeicherten Bilder ausgedruckt werden.

## Modelle der Mavica-Serie von Sony

### Still-Video-Kameras mit 2,0-Zoll-Video-Floppy

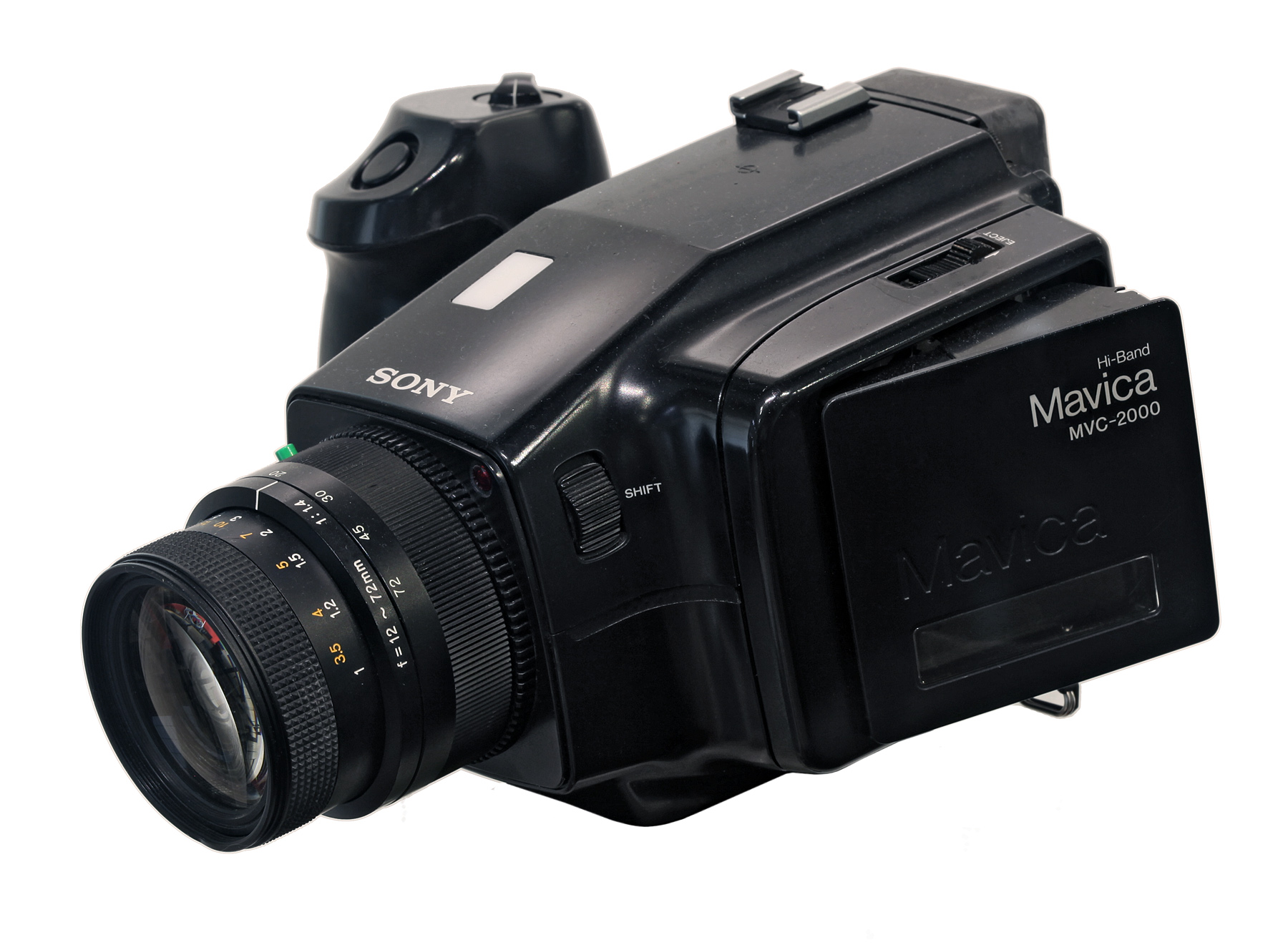
Mavica MVC 2000, ein analoges Modell aus der Mitte der 1980er-Jahre

- Sony MAVICA (1981) (Mavipak 2,0″ VF, SLR-Design, drei Wechselobjektive)
- Sony Mavica MVC-A7AF (1987) (Mavipak 2,0″ VF)
- Sony ProMavica MVC-2000 (1989) (Mavipak 2,0″ Hi-VF)
- Sony ProMavica MVC-5000 (1990) (Mavipak 2,0″ Hi-VF, SLR-Design, mehrere Wechselobjektive)
- Sony ProMavica MVC-7000 (1992) (Mavipak 2,0″ Hi-VF, SLR-Design, mehrere Wechselobjektive)
- Sony Hi-Band Mavica MVC-C1 (1988) (Mavipak 2,0″ Hi-VF)
- Sony Hi-Band Mavica MVC-A10 (1988) (Mavipak 2,0″ Hi-VF)

### Digital-Still-Kameras mit 3,5-Zoll-Disketten

#### Sony Digital Mavica
Alle Modelle bis 2000 wurden als Sony Digital Mavica bezeichnet.
|                             | MVC-FD5                               | MVC-FD7                               | MVC-FD51                              | MVC-FD71                              | MVC-FD73                              | MVC-FD81                              | MVC-FD83                              | MVC-FD85                              | MVC-FD88                              | MVC-FD90                              | MVC-FD91                              | MVC-FD95                              |
| --------------------------- | ------------------------------------- | ------------------------------------- | ------------------------------------- | ------------------------------------- | ------------------------------------- | ------------------------------------- | ------------------------------------- | ------------------------------------- | ------------------------------------- | ------------------------------------- | ------------------------------------- | ------------------------------------- |
| Bild                        |                                       |                                       |                                       |                                       |                                       |                                       |                                       |                                       |                                       |                                       |                                       |                                       |
| Markteinführung             | 1997                                  | 1997                                  | 1998                                  | 1998                                  | 1999                                  | 1998                                  | 1999                                  | 2001                                  | 2000                                  | 2000                                  | 2000                                  | 2000                                  |
| Sensor                      | 1⁄4″-CCD                              | 1⁄4″-CCD                              | 1⁄4″-CCD                              | 1⁄4″-CCD                              | 1⁄4″-CCD                              | 1⁄3″-CCD                              | 1⁄3″-CCD                              | 1⁄2,7″-CCD                            | 1⁄3,6″-CCD                            | 1⁄3,6″-CCD                            | 1⁄3″-CCD                              | 1⁄2,7″-CCD                            |
| Sensorauflösung             | 0,35 MP                               | 0,35 MP                               | 0,35 MP                               | 0,35 MP                               | 0,35 MP                               | 0,9 MP                                | 0,9 MP                                | 1,3 MP                                | 1,3 MP                                | 1,3 MP                                | 0,9 MP                                | 2,1 MP                                |
| max. Bildauflösung          | 640 × 480                             | 640 × 480                             | 640 × 480                             | 640 × 480                             | 640 × 480                             | 1024 × 768                            | 1216 × 912 a                          | 1280 × 960                            | 1280 × 960                            | 1280 × 960                            | 1024 × 768                            | 1600 × 1200                           |
| Videoaufnahme               | Rotes X oder Kreuzchensymbol für nein | Rotes X oder Kreuzchensymbol für nein | Rotes X oder Kreuzchensymbol für nein | Rotes X oder Kreuzchensymbol für nein | Rotes X oder Kreuzchensymbol für nein | Grünes Häkchensymbol für ja           | Grünes Häkchensymbol für ja           | Grünes Häkchensymbol für ja           | Grünes Häkchensymbol für ja           | Grünes Häkchensymbol für ja           | Grünes Häkchensymbol für ja           | Grünes Häkchensymbol für ja           |
| Brennweite (in mm)          | 47                                    | 47–470                                | 47                                    | 47–470                                | 47–470                                | 37–111                                | 37–111                                | 39–117                                | 41–328                                | 39–117                                | 37–518                                | 39–390                                |
| optischer Zoom              | Rotes X oder Kreuzchensymbol für nein | 10-fach                               | Rotes X oder Kreuzchensymbol für nein | 10-fach                               | 10-fach                               | 3-fach                                | 8-fach                                | 3-fach                                | 3-fach                                | 8-fach                                | 14-fach                               | 10-fach                               |
| digitaler Zoom              | Rotes X oder Kreuzchensymbol für nein | Rotes X oder Kreuzchensymbol für nein | Rotes X oder Kreuzchensymbol für nein | Rotes X oder Kreuzchensymbol für nein | Rotes X oder Kreuzchensymbol für nein | Rotes X oder Kreuzchensymbol für nein | 2-fach                                | 2-fach                                | 2-fach                                | 2-fach                                | Rotes X oder Kreuzchensymbol für nein | 2-fach                                |
| Speichermedium              | 3,5″-Diskette                         | 3,5″-Diskette                         | 3,5″-Diskette                         | 3,5″-Diskette                         | 3,5″-Diskette                         | 3,5″-Diskette                         | 3,5″-Diskette                         | 3,5″-Diskette                         | 3,5″-Diskette                         | 3,5″-Diskette                         | 3,5″-Diskette                         | 3,5″-Diskette                         |
| alternatives Speichermedium | Rotes X oder Kreuzchensymbol für nein | Rotes X oder Kreuzchensymbol für nein | Rotes X oder Kreuzchensymbol für nein | Rotes X oder Kreuzchensymbol für nein | Rotes X oder Kreuzchensymbol für nein | Rotes X oder Kreuzchensymbol für nein | Rotes X oder Kreuzchensymbol für nein | Rotes X oder Kreuzchensymbol für nein | Rotes X oder Kreuzchensymbol für nein | Rotes X oder Kreuzchensymbol für nein | Rotes X oder Kreuzchensymbol für nein | Rotes X oder Kreuzchensymbol für nein |
| Suchergröße                 | 2,5″-Farb-LCD                         | 2,5″-Farb-LCD                         | 2,5″-Farb-LCD                         | 2,5″-Farb-LCD                         | 2,5″-Farb-LCD                         | 2,5″-Farb-LCD                         | 2,5″-Farb-LCD                         | 2,5″-Farb-LCD                         | 2,5″-Farb-LCD                         | 2,5″-Farb-LCD                         | 2,5″-Farb-LCD                         | 2,5″-Farb-LCD                         |
| Sucherauflösung (in Pixeln) | 61.000                                | 61.000                                | 84.260                                | 84.260                                | 84.260                                | 84.260                                | 84.260                                | 123.200                               | 123.200                               | 123.200                               | 123.200                               | 123.200                               |
| Videosucher                 | Rotes X oder Kreuzchensymbol für nein | Rotes X oder Kreuzchensymbol für nein | Rotes X oder Kreuzchensymbol für nein | Rotes X oder Kreuzchensymbol für nein | Rotes X oder Kreuzchensymbol für nein | Rotes X oder Kreuzchensymbol für nein | Rotes X oder Kreuzchensymbol für nein | Rotes X oder Kreuzchensymbol für nein | Rotes X oder Kreuzchensymbol für nein | Rotes X oder Kreuzchensymbol für nein | Grünes Häkchensymbol für ja           | Grünes Häkchensymbol für ja           |
| Videoausgang                | Rotes X oder Kreuzchensymbol für nein | Rotes X oder Kreuzchensymbol für nein | Rotes X oder Kreuzchensymbol für nein | Rotes X oder Kreuzchensymbol für nein | Rotes X oder Kreuzchensymbol für nein | Rotes X oder Kreuzchensymbol für nein | Grünes Häkchensymbol für ja           | Grünes Häkchensymbol für ja           | Grünes Häkchensymbol für ja           | Grünes Häkchensymbol für ja           | Grünes Häkchensymbol für ja           | Grünes Häkchensymbol für ja           |
| USB-Anschluss               | Rotes X oder Kreuzchensymbol für nein | Rotes X oder Kreuzchensymbol für nein | Rotes X oder Kreuzchensymbol für nein | Rotes X oder Kreuzchensymbol für nein | Rotes X oder Kreuzchensymbol für nein | Rotes X oder Kreuzchensymbol für nein | Rotes X oder Kreuzchensymbol für nein | Rotes X oder Kreuzchensymbol für nein | Rotes X oder Kreuzchensymbol für nein | Rotes X oder Kreuzchensymbol für nein | Rotes X oder Kreuzchensymbol für nein | Rotes X oder Kreuzchensymbol für nein |
| Länge (in mm)               | 127                                   | 127                                   | 127                                   | 138                                   | 138                                   | 140                                   | 142                                   | 142                                   | 143                                   | 143                                   | 140                                   | 126                                   |
| Breite (in mm)              | 110                                   | 110                                   | 110                                   | 103                                   | 103                                   | 104                                   | 107                                   | 107                                   | 103                                   | 103                                   | 103                                   | 124                                   |
| Höhe (in mm)                | 63                                    | 63                                    | 63                                    | 62                                    | 62                                    | 61                                    | 73                                    | 63                                    | 66                                    | 77                                    | 163                                   | 184                                   |
| Gewicht (inkl. Akku, in g)  | 590                                   | 720                                   | 580                                   | 590                                   | 590                                   | 650                                   | 670                                   | 660                                   | 650                                   | 670                                   | 950                                   | 970                                   |

#### Sony FD Mavica
Ab 2001 wurde der Name in Sony FD Mavica geändert.
|                             | MVC-FD75                              | MVC-FD87                              | MVC-FD92                              | MVC-FD97                    | MVC-FD100                             | MVC-FD200                             |
| --------------------------- | ------------------------------------- | ------------------------------------- | ------------------------------------- | --------------------------- | ------------------------------------- | ------------------------------------- |
| Bild                        |                                       |                                       |                                       |                             |                                       |                                       |
| Markteinführung             | 2001                                  | 2001                                  | 2001                                  | 2001                        | 2002                                  | 2002                                  |
| Sensor                      | 1⁄4″-CCD                              | 1⁄3,6″-CCD                            | 1⁄3,6″-CCD                            | 1⁄2,7″-CCD                  | 1⁄2,7″-CCD                            | 1⁄2,7″-CCD                            |
| Sensorauflösung             | 0,35 MP                               | 1,3 MP                                | 1,3 MP                                | 2,1 MP                      | 1,3 MP                                | 2,1 MP                                |
| max. Bildauflösung          | 640 × 480                             | 1280 × 960                            | 1280 × 960                            | 1600 × 1200                 | 1280 × 960                            | 1600 × 1200                           |
| Videoaufnahme               | Rotes X oder Kreuzchensymbol für nein | Grünes Häkchensymbol für ja           | Grünes Häkchensymbol für ja           | Grünes Häkchensymbol für ja | Grünes Häkchensymbol für ja           | Grünes Häkchensymbol für ja           |
| Brennweite (in mm)          | 40–400                                | 41–328                                | 41–328                                | 39–390                      | 41–123                                | 41–123                                |
| optischer Zoom              | 10-fach                               | 3-fach                                | 8-fach                                | 10-fach                     | 3-fach                                | 3-fach                                |
| digitaler Zoom              | Rotes X oder Kreuzchensymbol für nein | 2-fach                                | 2-fach                                | 2-fach                      | 2-fach                                | 2-fach                                |
| Speichermedium              | 3,5″-Diskette                         | 3,5″-Diskette                         | 3,5″-Diskette                         | 3,5″-Diskette               | 3,5″-Diskette                         | 3,5″-Diskette                         |
| alternatives Speichermedium | Rotes X oder Kreuzchensymbol für nein | Rotes X oder Kreuzchensymbol für nein | Memory Stick                          | Memory Stick                | Memory Stick                          | Memory Stick                          |
| Suchergröße                 | 2,5″-Farb-LCD                         | 2,5″-Farb-LCD                         | 2,5″-Farb-LCD                         | 2,5″-Farb-LCD               | 2,5″-Farb-LCD                         | 2,5″-Farb-LCD                         |
| Sucherauflösung (in Pixeln) | 84.260                                | 84.260                                | 84.260                                | 123.200                     | 123.200                               | 123.200                               |
| Videosucher                 | Rotes X oder Kreuzchensymbol für nein | Rotes X oder Kreuzchensymbol für nein | Rotes X oder Kreuzchensymbol für nein | Grünes Häkchensymbol für ja | Rotes X oder Kreuzchensymbol für nein | Rotes X oder Kreuzchensymbol für nein |
| Videoausgang                | Rotes X oder Kreuzchensymbol für nein | Rotes X oder Kreuzchensymbol für nein | Grünes Häkchensymbol für ja           | Grünes Häkchensymbol für ja | Grünes Häkchensymbol für ja           | Grünes Häkchensymbol für ja           |
| USB-Anschluss               | Rotes X oder Kreuzchensymbol für nein | Rotes X oder Kreuzchensymbol für nein | Grünes Häkchensymbol für ja           | Grünes Häkchensymbol für ja | Grünes Häkchensymbol für ja           | Grünes Häkchensymbol für ja           |
| Länge (in mm)               | 138                                   | 143                                   | 143                                   | 127                         | 142                                   | 142                                   |
| Breite (in mm)              | 103                                   | 103                                   | 103                                   | 124                         | 104                                   | 104                                   |
| Höhe (in mm)                | 62                                    | 66                                    | 79                                    | 184                         | 77                                    | 77                                    |
| Gewicht (inkl. Akku, in g)  | 590                                   | 650                                   | 660                                   | 990                         | 645                                   | 645                                   |

### Digital-Still-Kameras mit 8-cm-Compact-Disc
Das Modell MVC-CD1000 bezeichnete Sony als Sony Mavica, alle anderen Modelle als Sony CD Mavica.
|                            | MVC-CD1000                            | MVC-CD200                             | MVC-CD250                             | MVC-CD300                             | MVC-CD350                             | MVC-CD400                             | MVC-CD500                             |
| -------------------------- | ------------------------------------- | ------------------------------------- | ------------------------------------- | ------------------------------------- | ------------------------------------- | ------------------------------------- | ------------------------------------- |
| Bild                       |                                       |                                       |                                       |                                       |                                       |                                       |                                       |
| Markteinführung            | 2000                                  | 2001                                  | 2002                                  | 2001                                  | 2003                                  | 2002                                  | 2003                                  |
| Sensor                     | 1⁄2,7″-CCD                            | 1⁄2,7″-CCD                            | 1⁄2,7″-CCD                            | 1⁄1,8″-CCD                            | 1⁄2,7″-CCD                            | 1⁄1,8″-CCD                            | 1⁄1,8″-CCD                            |
| Sensorauflösung            | 2,1 MP                                | 2,1 MP                                | 2,1 MP                                | 3,3 MP                                | 3,3 MP                                | 4,1 MP                                | 5,2 MP                                |
| max. Bildauflösung         | 1600 × 1200                           | 1600 × 1200                           | 1600 × 1200                           | 2048 × 1536                           | 2048 × 1536                           | 2272 × 1704                           | 2592 × 1944                           |
| Videoaufnahmen             | Grünes Häkchensymbol für ja           | Grünes Häkchensymbol für ja           | Grünes Häkchensymbol für ja           | Grünes Häkchensymbol für ja           | Grünes Häkchensymbol für ja           | Grünes Häkchensymbol für ja           | Grünes Häkchensymbol für ja           |
| Brennweite (in mm)         | 39–390                                | 39–117                                | 41–123                                | 34–102                                | 41–123                                | 34-102                                | 34-102                                |
| optischer Zoom             | 10-fach                               | 3-fach                                | 3-fach                                | 3-fach                                | 3-fach                                | 3-fach                                | 3-fach                                |
| digitaler Zoom             | 2-fach                                | 2-fach                                | 2-fach                                | 2-fach                                | SmartZOOM a                           | 2-fach                                | 4-fach                                |
| Speichermedium             | CD-R                                  | CD-R/CD-RW                            | CD-R/CD-RW                            | CD-R/CD-RW                            | CD-R/CD-RW                            | CD-R/CD-RW                            | CD-R/CD-RW                            |
| Suchergröße                | 2,5″-Farb-LCD                         | 2,5″-Farb-LCD                         | 2,5″-Farb-LCD                         | 2,5″-Farb-LCD                         | 2,5″-Farb-LCD                         | 2,5″-Farb-LCD                         | 2,5″-Farb-LCD                         |
| Sucherauflösung            | 123.200 Pixel                         | 123.200 Pixel                         | 123.200 Pixel                         | 123.200 Pixel                         | 123.200 Pixel                         | 123.200 Pixel                         | 123.200 Pixel                         |
| Videosucher                | Rotes X oder Kreuzchensymbol für nein | Rotes X oder Kreuzchensymbol für nein | Rotes X oder Kreuzchensymbol für nein | Rotes X oder Kreuzchensymbol für nein | Rotes X oder Kreuzchensymbol für nein | Rotes X oder Kreuzchensymbol für nein | Rotes X oder Kreuzchensymbol für nein |
| Videoausgang               | Grünes Häkchensymbol für ja           | Grünes Häkchensymbol für ja           | Grünes Häkchensymbol für ja           | Grünes Häkchensymbol für ja           | Grünes Häkchensymbol für ja           | Grünes Häkchensymbol für ja           | Grünes Häkchensymbol für ja           |
| USB-Anschluss              | Grünes Häkchensymbol für ja           | Grünes Häkchensymbol für ja           | Grünes Häkchensymbol für ja           | Grünes Häkchensymbol für ja           | Grünes Häkchensymbol für ja           | Grünes Häkchensymbol für ja           | Grünes Häkchensymbol für ja           |
| Länge (in mm)              | 137                                   | 143                                   | 138                                   | 143                                   | 132                                   | 138                                   | 139                                   |
| Breite (in mm)             | 131                                   | 92                                    | 95                                    | 92                                    | 92                                    | 95                                    | 96                                    |
| Höhe in mm                 | 212                                   | 89                                    | 101                                   | 94                                    | 74                                    | 103                                   | 103                                   |
| Gewicht (inkl. Akku, in g) | 990                                   | 610                                   | 608                                   | 650                                   | 522                                   | 638                                   | 606                                   |

### MaviCap Digital Still Image Capture Adaptors mit 3,5-Zoll-Disketten
|                | MVC-FDR1                              | MVC-FDR1E                             | MVC-FDR3                    | MVC-FDR3E                   |
| -------------- | ------------------------------------- | ------------------------------------- | --------------------------- | --------------------------- |
| Bildauflösung  | 640 × 480                             | 752 × 568                             | 640 × 480                   | 752 × 568                   |
| Videoformat    | PAL                                   | NTSC                                  | PAL                         | NTSC                        |
| Videoeingang   | 1 × FBAS und 1 × S-Video              | 1 × FBAS und 1 × S-Video              | 1 × FBAS und 1 × S-Video    | 1 × FBAS und 1 × S-Video    |
| Speichermedium | 3,5″-Diskette                         | 3,5″-Diskette                         | 3,5″-Diskette               | 3,5″-Diskette               |
| Bildschirm     | Rotes X oder Kreuzchensymbol für nein | Rotes X oder Kreuzchensymbol für nein | 2,5″-Farb-LCD, 84.260 Pixel | 2,5″-Farb-LCD, 84.260 Pixel |
| Länge (in mm)  | 165                                   | 165                                   | 165                         | 165                         |
| Breite (in mm) | 130                                   | 130                                   | 130                         | 130                         |
| Höhe (in mm)   | 50                                    | 50                                    | 50                          | 50                          |
| Gewicht (in g) | 540                                   | 540                                   | 650                         | 650                         |

### Digital Color Printer mit 3,5-Zoll-Diskette
|                  | FVP-1                    | FVP-1E                   |
| ---------------- | ------------------------ | ------------------------ |
| Druckauflösung   | 1376 × 1024              | 1376 × 1024              |
| Farbtiefe        | 16,7 Millionen Farben    | 16,7 Millionen Farben    |
| Druckdauer       | ca. 100 s pro Blatt      | ca. 100 s pro Blatt      |
| Videoeingänge    | 1 × FBAS und 1 × S-Video | 1 × FBAS und 1 × S-Video |
| Videoausgang     | 1 × FBAS                 | 1 × FBAS                 |
| Betriebsspannung | 110–120 V AC             | 220–240 V AC             |
| Länge (in mm)    | 301                      | 301                      |
| Breite (in mm)   | 246                      | 246                      |
| Höhe (in mm)     | 83                       | 83                       |
| Gewicht (in g)   | ca. 3000                 | ca. 3000                 |

## Galerie

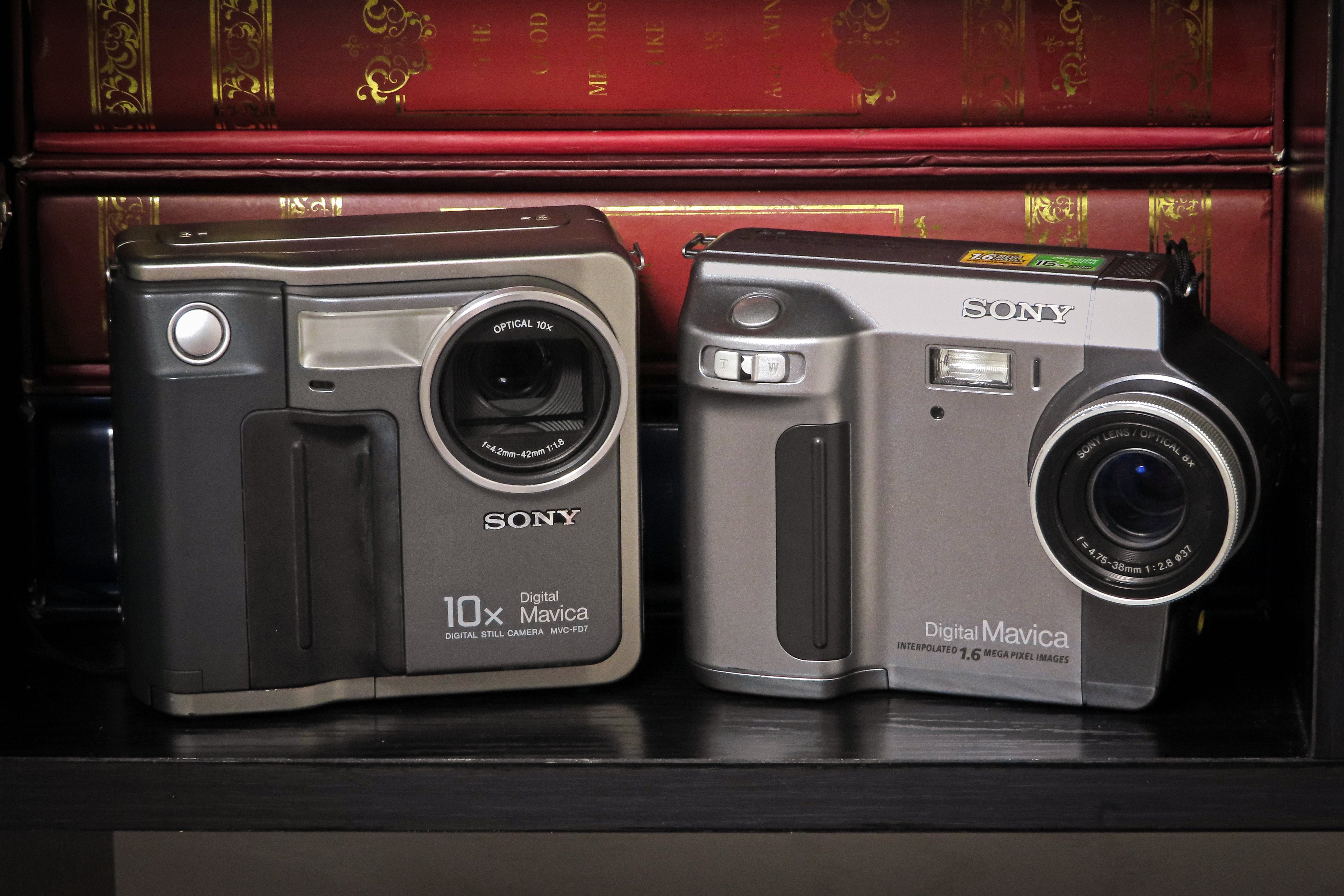
MVC-FD7 und FD90
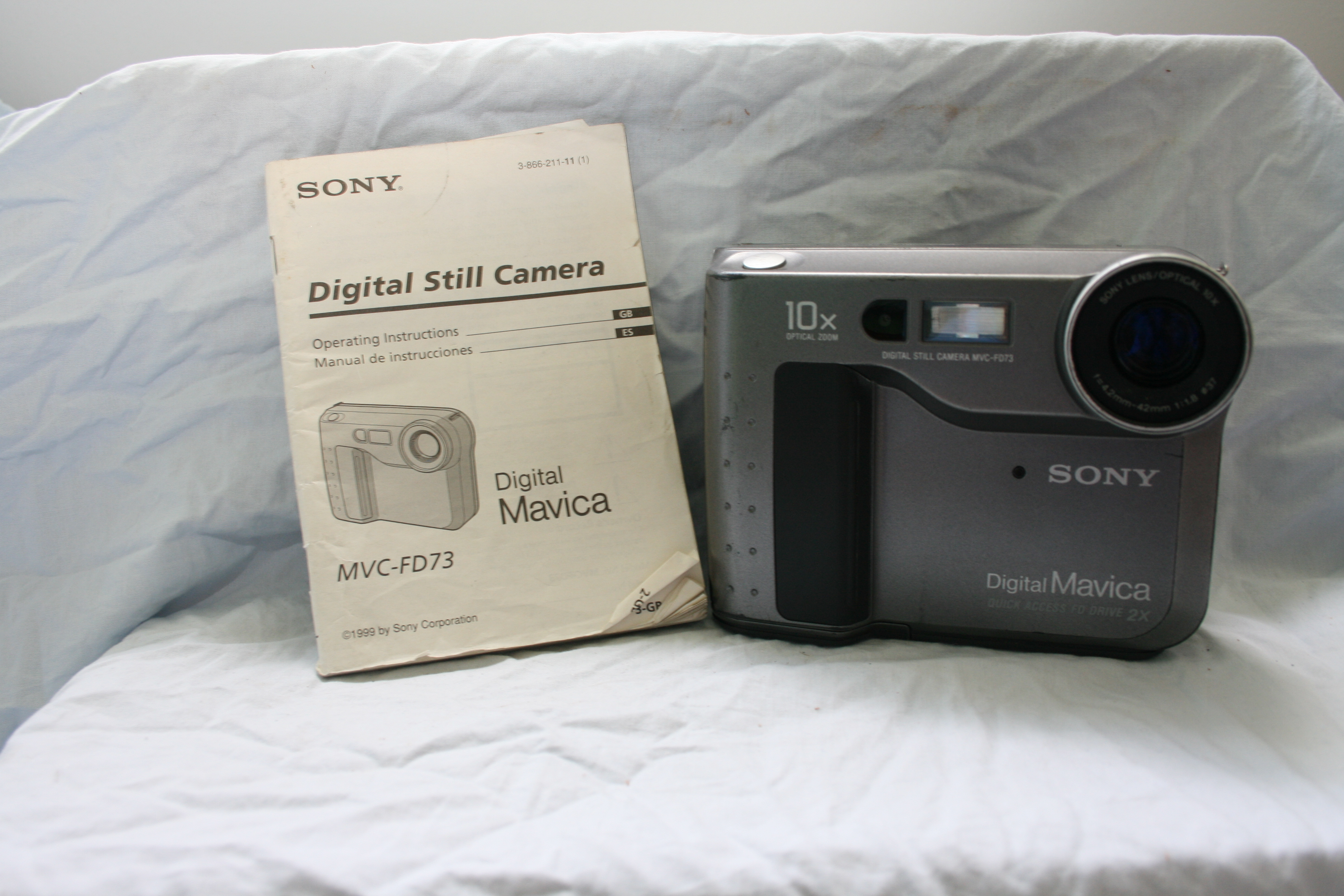
MVC-FD73
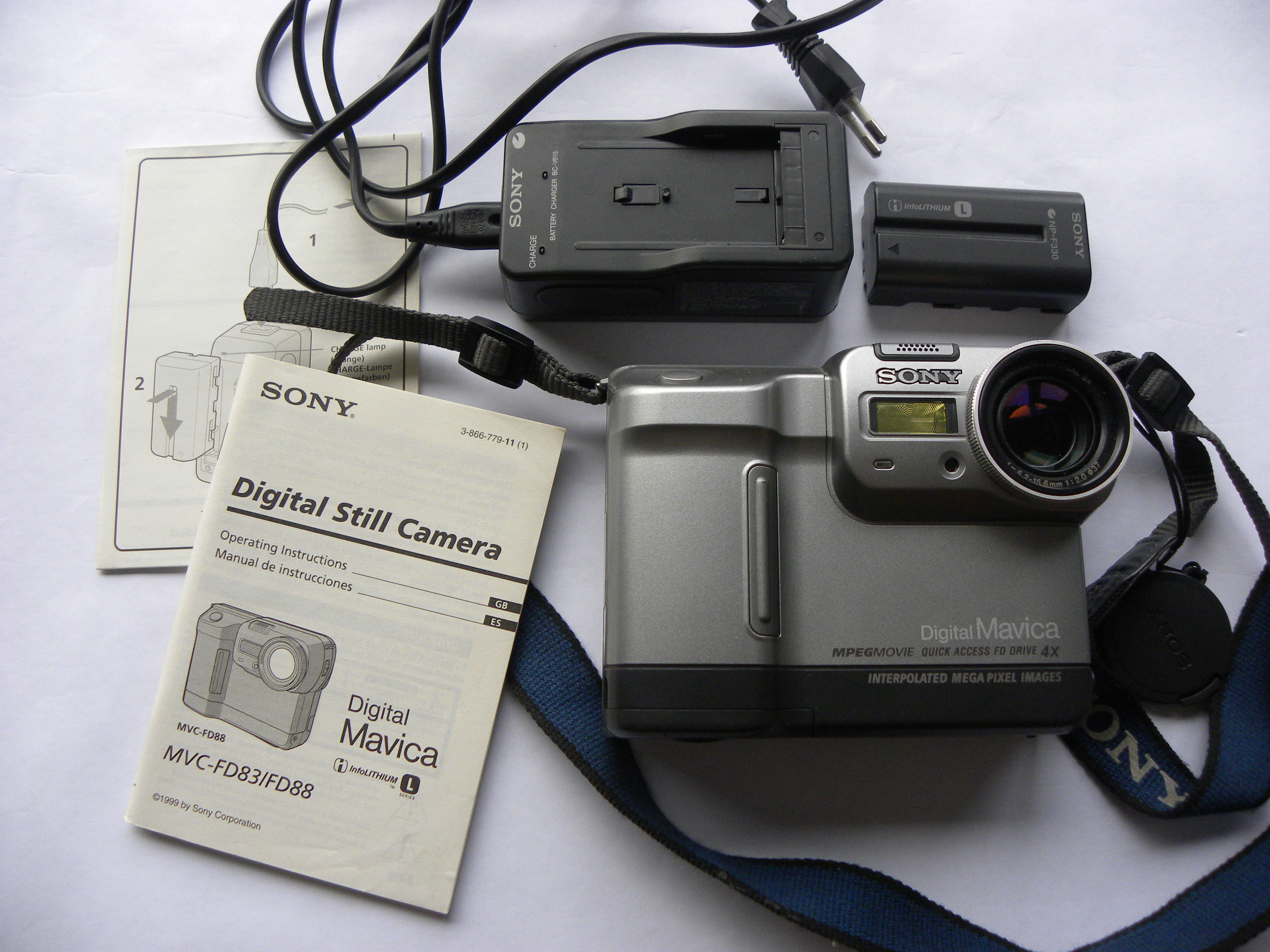
MVC-FD83 mit Zubehör
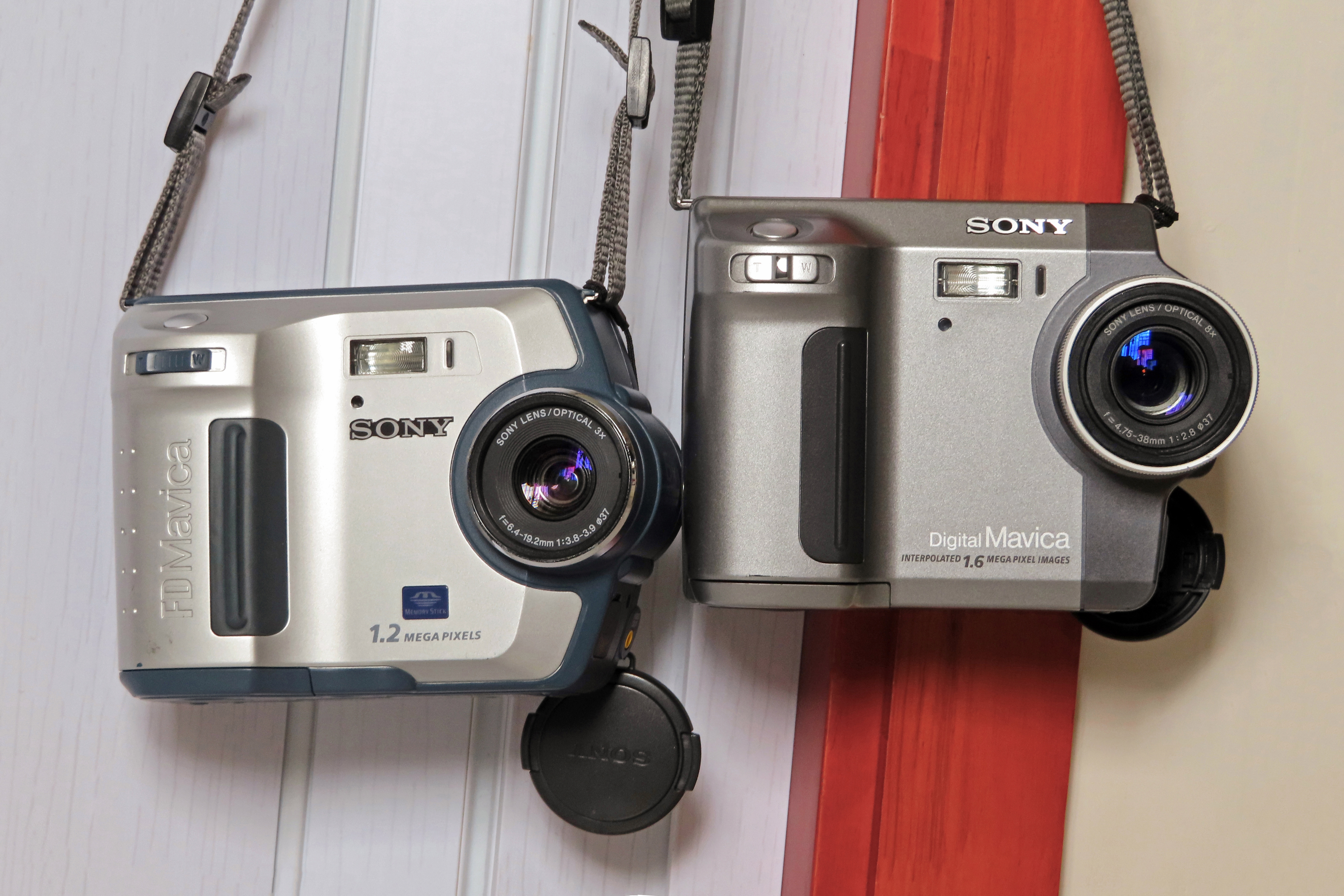
MCV FD90 und FD100
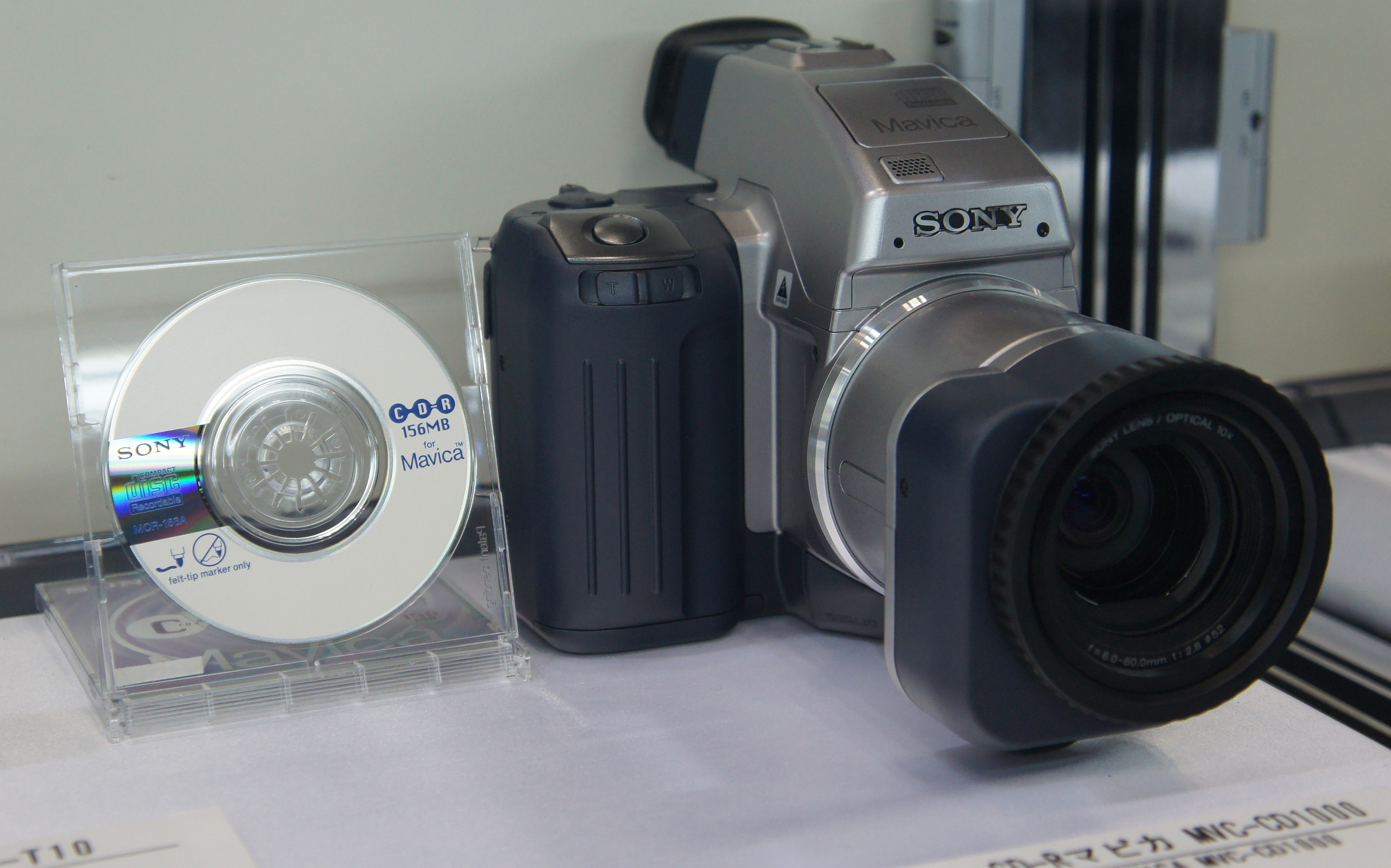
MVC-CD1000